# Annas Mutter
Annas Mutter ist ein deutsches Filmmelodram aus dem Jahr 1984.

## Handlung
Der Film basiert auf der wahren Geschichte der Marianne Bachmeier. In diesem Film heißt sie Marianne Grünwald und erschießt den Mörder ihrer Tochter Anna im Gerichtssaal. Sie wird mit dieser Tat zu einem Medienereignis und Heldin in der Bevölkerung. Die Nachforschungen im Leben der Marianne Grünwald lassen jedoch bald Zweifel an der Integrität Mariannes aufkommen und die Mutter erscheint der Öffentlichkeit bald als Rabenmutter.

## Hintergrund
Burkhard Driest schrieb sein Drehbuch auf Basis des Buches von Stern-Journalist Heiko Gebhardt. Noch während der Dreharbeiten begann ein Wettlauf mit der gleichzeitig stattfindenden Filmproduktion Der Fall Bachmeier – Keine Zeit für Tränen von Hark Bohm.

## Kritiken
- Lexikon des internationalen Films: Mehr am Milieu als an einer Erklärung der Tat interessiert, verblasst der Film bald durch klischeehafte Inszenierung und schwache Darstellung. Eine spekulative Schnellproduktion, die sich nicht allzuweit vom Illustrierten-Niveau entfernt.[1]